# Georges Neveux
Pour les articles homonymes, voir Neveux.
Georges Neveux est un dramaturge, scénariste et dialoguiste français, né le 25 août 1900 à Poltava (alors Empire russe, actuellement en Ukraine) et mort le 26 août 1982 au Chesnay.

## Biographie
Georges Neveux émigre à Paris au début des années 1920. Robert Desnos lui fait rencontrer le groupe surréaliste. Il se lie alors avec Jacques Prévert et Raymond Queneau.
Il signe en 1925 le manifeste La révolution d'abord et toujours, mais s'éloigne du surréalisme vers la fin des années 1920.
En 1927, il devient secrétaire général de la Comédie des Champs-Élysées.
Il collabore à l'unique numéro de Discontinuité aux côtés d'Arthur Adamov.
Il se consacre ensuite essentiellement au cinéma et au théâtre, en travaillant notamment aux côtés de Georg Wilhelm Pabst, Marcel L'Herbier et Marc Allégret.
Georges Neveux est l'auteur de Juliette ou la clé des songes, pièce de théâtre à l'esprit proche du surréalisme dont le rôle-titre a été créé en 1930 par Renée Falconetti, et que Marcel Carné portera au cinéma en 1950, Juliette ou la Clé des songes, avec Gérard Philipe, Suzanne Cloutier et Yves Robert. Le compositeur tchèque Bohuslav Martinů en a tiré un opéra en 1937.
Il adapte en 1949 Le Sourire de la Joconde d'Aldous Huxley, dont il est le beau-frère.
Il est également l'auteur de la pièce Zamore dont la création fut assurée par André Barsacq au théâtre de l'Atelier, pièce où débuta Jean-Paul Belmondo.
Il est le scénariste-dialoguiste de la série Vidocq (série télévisée) avec Bernard Noël (acteur) (diffusée sur la première chaîne de l'O.R.T.F. en 1967) et de la série Les Nouvelles Aventures de Vidocq avec Claude Brasseur (diffusée sur la première chaîne de l'ORTF en 1971-1973).
En 1966 l'O.R.T.F. lui remet un prix de 5 000 frs pour son œuvre dramatique Le Tabouret.

## Filmographie
En tant que réalisateur
- 1937 : L'Appel de la vie

En tant que scénariste
- 1931 : À mi-chemin du ciel d'Alberto Cavalcanti
- 1932 : Stupéfiants de Kurt Gerron et Roger Le Bon
- 1934 : Le Miroir aux alouettes de Roger Le Bon et Hans Steinhoff
- 1935 : Jonny, haute-couture de Serge de Poligny (codialoguiste)
- 1936 : Salonique, nid d'espions de Georg Wilhelm Pabst
- 1941 : Histoire de rire de Marcel L'Herbier
- 1942 : La Belle Aventure de Marc Allégret
- 1947 : Torrents de Serge de Poligny
- 1947 : Par la fenêtre de Gilles Grangier
- 1951 : Juliette ou la Clé des songes de Marcel Carné
- 1951 : Knock de Guy Lefranc
- 1953 : Les Amants de minuit de Roger Richebé
- 1954 : Le Comte de Monte-Cristo de Robert Vernay
- 1958 : Tamango (La Rivolta dell’Esperanza) de John Berry
- 1958 : Christine de Pierre Gaspard-Huit
- 1959 : Katia de Robert Siodmak
- 1962 : Arsène Lupin contre Arsène Lupin d'Édouard Molinaro

En tant que dramaturge
- 1962 : Le Système deux, téléfilm de Marcel Cravenne

## Théâtre
Auteur
- 1919 : L'Atroce Volupté (avec Max Maurey), pièce de Grand-Guignol
- 1930 : Juliette ou la clé des songes
- 1946 : Plainte contre inconnu, mise en scène Jean Mercure, théâtre Gramont
- 1953 : Zamore, mise en scène André Barsacq, théâtre de l'Atelier
- 1955 : Le Système deux, mise en scène René Clermont, théâtre Édouard VII
- 1955 : Le Chien du jardinier d'après Felix Lope de Vega, mise en scène Jean-Louis Barrault, théâtre Marigny
- 1957 : Ma chance et ma chanson mise en scène Gérard Vergez, théâtre du Ranelagh
- 1960 : La Voleuse de Londres, mise en scène Raymond Gérôme, théâtre du Gymnase
- 1966 : Le Voyage de Thésée, mise en scène Michel Etcheverry, Festival de Bellac
- 1967 : Et moi aussi j'existe, mise en scène Bernard Jenny, théâtre du Vieux-Colombier
- 1967 : La Roulette et le Souterrain, d'après Dostoïevski - Gallimard (collection Le manteau d'Arlequin) 176 pages.

Adaptation
- 1975 : Le Sourire de la Joconde d'Aldous Huxley, mise en scène Raymond Gérôme, réalisation Pierre Sabbagh, théâtre Édouard VII pour Au théâtre ce soir

## Radio
Adaptation
- 1949 : Le Songe d'une nuit d'été de William Shakespeare, adapté pour la RTF.